# Hexasternum orbiculare
Hexasternum orbiculare là một loài bọ cánh cứng trong họ Endomychidae. Loài này được Rücker miêu tả khoa học năm 1983.